# Franc Tom
Franc Tom, slovenski duhovnik, * 29. marec 1903, Šentgotard, † 27. december 1945, Rovte.

## Življenje
Po končani gimnaziji je vstopil v ljubljansko bogoslovje, 5. julija 1931 je prejel mašniško posvečenje, nadaljeval je s študijem in leta 1936 doktoriral na graški univerzi. Kot kaplan je delal na številnih župnijah (Semič, Poljane nad Škofjo Loko, Toplice pri Novem Mestu), nato je deloval v Bohinjski Bistrici, Starem Logu, pri Sv. Križu ob Krki, v Cerkljah ob Krki, na Dobrovi pri Ljubljani, v Šentrupertu in od leta 1939 v Radečah. Ob nemški okupaciji se je pred njimi umaknil v Ljubljano, kjer je stanoval v semenišču. Maja 1945 je škofija Franca Toma poslala za vikarja namestnika v Podbrezje, Ovsiše in Ljubno, nato pa na Jesenice, tam sta z župnikom upravljala tudi župnijo Sv. Križ. 27. decembra naj bi ga med molitvijo brevirja nekdo prijel, po drugih virih pa naj bi ga s pretvezo spravili na pot v Rovte. Na poti tja ga je jeseniški član VOS ustrelil v hrbet, kar naj bi se zgodilo po naročilu UDBE. 